# Scopula ansorgei
Scopula ansorgei là một loài bướm đêm trong họ Geometridae.